# Maria Åkerström
Anna Maria Ulrika Åkerström, född 18 september 1970 i Sörby församling i Skaraborgs län, är en svensk präst.

## Biografi
Maria Åkerström föddes 1970 i Sörby församling. Hon prästvigdes 1999 för Skara stift och har arbetat som kyrkoherde i Vist/Vårdnäs pastorat och kontraktsprost i Stångå kontrakt. Åkerström blev 1 augusti 2016 kyrkoherde i Slaka-Nykils pastorat.
Åkerström blev 1 januari 2017 kontraktsprost för Östgötabygdens kontrakt.